# Ebaeides hirsuta
Ebaeides hirsuta là một loài bọ cánh cứng trong họ Cerambycidae.